# Ostfriesische Tee Gesellschaft Laurens Spethmann
Компания Ostfriesische Tee Gesellschaft Laurens Spethmann GmbH & Co. KG (рус. Остфризише Тее Гезельшафт Лауренс Шпетманн ГмбХ и Ко. КГ, ОТГ) расквартирована в городе Зеветаль и является международным производителем чая (включая пакетированный), на дочернем предприятии Onno Behrends в городе Черкесск.

## История компании
Компания Остфризише Тее Гезельшафт Лауренс Шпетманн ГмбХ и Ко. КГ была основана в 1907 году Лауренсом Янсеном. В 1953 году перенял правление компанией Лауренс Шпетманн, внук основателя компании. Он решает переориентировать деятельность компании с обычного экспорта чая на его производство и упаковку.
Благодаря основанному в 1966 году бренду "Милфорд" продолжилось развитие фирмы от производителя различных торговых марок для сетей также и в качестве обладателя собственной марки. В 1972 году компания расширяет свою деятельность и приобретает австрийскую компанию Grosch Tea. Сегодня это компания Milford Tee Austria. В 1988 году была приобретена компания Onno Behrends, находящаяся в Восточной Фристландии. С приобретением компании Ed.Meßmer GmbH & Co в 1990 году компания OTG расширяет своё портфолию брендов.

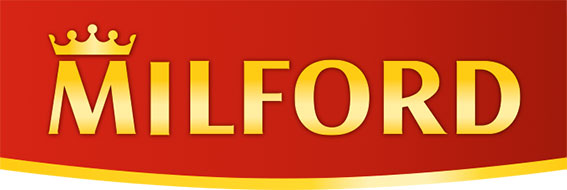
Лого бренда Милфорд

Другая развивающаяся область деятельности компании - это производство собственных торговых марок для различных сетей. Например, компания производит такие марки как  Lord Nelson, Cornwall, Captains Tea и Westcliff для немецких сетей Lidl, Norma, Netto и Aldi.
В 1996 году, со сменой четвертого поколения, компания была объединена в Laurens Spethmann Holding. В этом же году компания вышла на рынок в России и открыла своё представительство в Москве.
В августе 2022 года Laurens Spethmann ушла с российского рынка. Бизнес по производству чая Milford был продан генеральному директору местного подразделения Илье Баринову.

## Фильмы
- Spethmann – Ein Leben für den Tee. Die Firmen- und Familiengeschichte der Ostfriesischen Teegesellschaft. Dokumentation, Deutschland, 2009, 43 Min., Buch und Regie: Dagmar Wittmer, Produktion: doc station, NDR, Erstausstrahlung: 16. Januar 2010, Inhaltsangabe des NDR, mit Videos

## Линки
- Официальная страница компании
- Официальная страница бренда в России
- „14 Milliarden Beutel für Europa. Die Erfolgsgeschichte der Ostfriesischen Tee Gesellschaft“ (недоступная ссылка), Harburger, 12. September 2008